# ルーカス・アーバイン
ルーカス・リー・アーバイン（Lucas Lee Irvine , 1988年12月1日 - ）は、プロ野球選手（投手）。右投げ右打ち。独立リーグ・アトランティックリーグのサマセット・ペイトリオッツ所属。

## 経歴
2010年のMLBドラフトでシカゴ・ホワイトソックスから43巡目(全体1298位)で指名されるも契約には至らなかった。
翌2011年のMLBドラフトでタンパベイ・レイズから27巡目(全体840位)で指名され、契約。同年、ルーキーリーグのプリンストン・レイズでプレーするも0勝3敗、防御率5.33の成績に終わり、わずか1年で解雇された。
2012年から米独立リーグのカンザスシティ・ティーボーンズでプレーし、2年間で10勝7敗、防御率2.79の成績を残す。
2013年8月にカナディアン・アメリカン・リーグのニュージャージー・ジャッカルズへ移籍し、先発として4試合に登板。9月にはアトランティックリーグ、カムデン・リバーシャークスへ移籍するも1試合の登板に終わった。
2014年3月10日に日本の独立リーグ、四国アイランドリーグplusに所属する香川オリーブガイナーズへ入団。2014年のシーズンは主に先発で起用され、19試合に登板、3勝8敗で防御率3.25という成績だった。シーズン終了後には東北楽天ゴールデンイーグルスの秋季キャンプにテスト生として参加した。
2015年1月、香川を退団（自由契約）したことが発表された。2月にアトランティックリーグのサマセット・ペイトリオッツと契約。

## 詳細情報

### 独立リーグでの投手成績
四国アイランドリーグplus
| 年 度     | 球 団     | 登 板 | 完 投 | 勝 利 | 敗 戦 | セ 丨 ブ | 勝 率 | 打 者 | 投 球 回 | 被 安 打 | 被 本 塁 打 | 与 四 球 | 与 死 球 | 奪 三 振 | 暴 投 | ボ 丨 ク | 失 点 | 自 責 点 | 防 御 率 | 奪 三 振 率 | W H I P |
| --------- | --------- | ----- | ----- | ----- | ----- | -------- | ----- | ----- | -------- | -------- | ----------- | -------- | -------- | -------- | ----- | -------- | ----- | -------- | -------- | ----------- | ------- |
| 2014      | 香川      | 19    | 0     | 3     | 8     | 0        | .273  | 365   | 88.2     | 79       | 6           | 31       | 1        | 70       | 3     | 2        | 40    | 32       | 3.25     | 7.10        | 1.24    |
| 通算：1年 | 通算：1年 | 19    | 0     | 3     | 8     | 0        | .273  | 365   | 88.2     | 79       | 6           | 31       | 1        | 70       | 3     | 2        | 40    | 32       | 3.25     | 7.10        | 1.24    |

### 背番号
- 44 （2014年）